# Muḥammad Khān Qājār
Muḥammad Khān Qājār (in persiano محمد خان قاجار‎; Damghan, 1742 – Şuşa, 17 giugno 1797) fu scià di Persia dal 1794 al 17 giugno 1797.
Fu il fondatore della Dinastia Qajar.

## Gioventù e ascesa al trono
Agha Muhammad nacque nel 1742 a Damghan; all'età di sei anni venne castrato per ordine di Adil Shah, che voleva evitare che divenisse un rivale politico, ma questa disabilità non ostacolò la sua carriera: sebbene fosse un eunuco, divenne capo della sua tribù nel 1758. Quattro anni dopo, nel 1762, venne catturato da un clan rivale e mandato a Shiraz come prigioniero alla corte di Karim Khan, dove passò i successivi sedici anni come un ostaggio, fino a che scappò nel 1779. Lo stesso anno, la morte di Karim Khan gettò il paese in una serie di guerre civili e dispute sulla successione, con molti membri della dinastia Zand che salirono al Trono dei Pavoni nel giro di appena dieci anni. Agha Muhammad colse l'occasione per lanciare una ribellione che, nel 1794, portò alla cattura di Lotf Ali Khan, l'ultimo regnante Zand. Due anni dopo si autoproclamò Shahanshah (Re dei Re).

## Imprese militari
Durante il suo regno Agha Muhammad riunificò la Persia facendola tornare ai livelli della dinastia Safavide, espandendo con successo l'influenza persiana nel Caucaso e riaffermando la sovranità sui territori della regione.
Nel corso delle sue conquiste devastò la Georgia (1795) e conquistò il Khorasan il cui sovrano, Shah Rukh, venne torturato a morte, dal momento che si pensava fosse a conoscenza dei tesori leggendari di Nadir Shah, del quale era il nipote. L'anno dopo spostò la capitale da Sari a Teheran, all'epoca solamente un villaggio e si scontrò con l'Impero russo, durante la spedizione persiana del 1796.
Fu altresì tristemente famoso per la sua crudeltà e per essere un uomo estremamente violento: uccise quasi tutti quelli che potevano minacciare il suo potere e ridusse Tbilisi in cenere, massacrandone la popolazione cristiana.

## Morte
Agha Muhammad venne assassinato nel 1797 a Şuşa, la capitale del Khanato di Karabakh. La leggenda dice che, la notte della sua morte, ordinò ai servi di portare un melone tagliato a fette: dopo averne mangiato metà, diede disposizione che l'altra metà venisse messa via e promise che, se fosse mancata anche solo una fetta la mattina seguente, avrebbe decapitato personalmente tutti e tre i servi. Durante la notte, però, uno di loro dimenticò l'ammonimento e mangiò una fetta; i servi, per evitare la morte sicura decretata dallo scià, uccisero quest'ultimo con un pugnale.
Una versione differente è invece data da Hasan-e Fasa'i's', nell'opera Farsnama-ye Naseri, nella quale racconta che una notte scoppiò una lite tra un servo chiamato Sadeq e il valletto Khodadad-e Esfahani, i quali nel corso dell'alterco alzarono la voce ad un tono tale da far arrabbiare Agha Muhammad, che ordinò che entrambi venissero giustiziati. Sadeq Khan-e Shaqaqi, un prominente emiro, provò a intercedere per loro, ma non venne ascoltato, lo scià si limitò a posticipare l'esecuzione al giorno seguente e rimandò i servi ad espletare i propri compiti, senza nemmeno incatenarli. Questi ultimi, sapendo per esperienza che Agha Muhammad sarebbe rimasto della sua idea e non avendo nessuna speranza di sfuggire al loro destino, diventarono audaci: entrarono nel padiglione reale assieme al valletto Abbas-e Mazandarani (in combutta con loro) e, armati di pugnale e coltello, assassinarono lo scià durante il sonno.